# Rudolf Pfister (Politiker)
Rudolf Pfister (* 19. Dezember 1824 in Schaffhausen; † 12. Januar 1893 ebenda) war ein Schweizer Chemiker und Politiker.
Pfisters Eltern waren Bernhard Pfister, Kaufmann, und Anna Maria Barbara (geborene Sommer). Pfister starb ledig. 
Pfister studierte Chemie in Zürich und Würzburg und trat danach in die Farbenfabrik Wilhelm Sattler in Schweinfurt ein. Er kehrte 1855 zurück nach Schaffhausen und gründete eine Bleiweiss- und Farbenfabrik mit seinem Bruder Bernhard.
1859–1879 war er Mitglied des Grossen Stadtrats (1867–1879 Präsident), 1879–1891 Stadtpräsident von Schaffhausen, 1879–1892 Schaffhauser Kantonsrat, 1881–1890 Präsident des Gewerbevereins, 1860–1892 Mitglied des Verwaltungsrats der Wasserwerkgesellschaft (ab 1870 Präsident). Ab 1858 war er Major der Schweizer Armee.